# Тризна воїнів Святослава
«Тризна воїнів Святослава» — картина польського і українського художника-академіста Генріха Семирадського (1843—1902). Була створена митцем на замовлення Імператорського історичного музею та завершена у 1884 році.

## Сюжет і композиція
Картина «Тризна воїнів Святослава» висвітлює тему болгарського походу Святослава. Композиційно сюжет відтворює свідчення Лева Диякона згідно якого військо слов'янських воїнів дохристиянської віри, опісля невдалої спроби пробитися крізь оточення під час облоги Доростолу, склали перед стінами міста багаття, на яких спалили своїх загиблих товаришів і, за звичаєм предків, закололи багатьох захоплених в полон чоловіків і жінок.